# Chrysler Executive

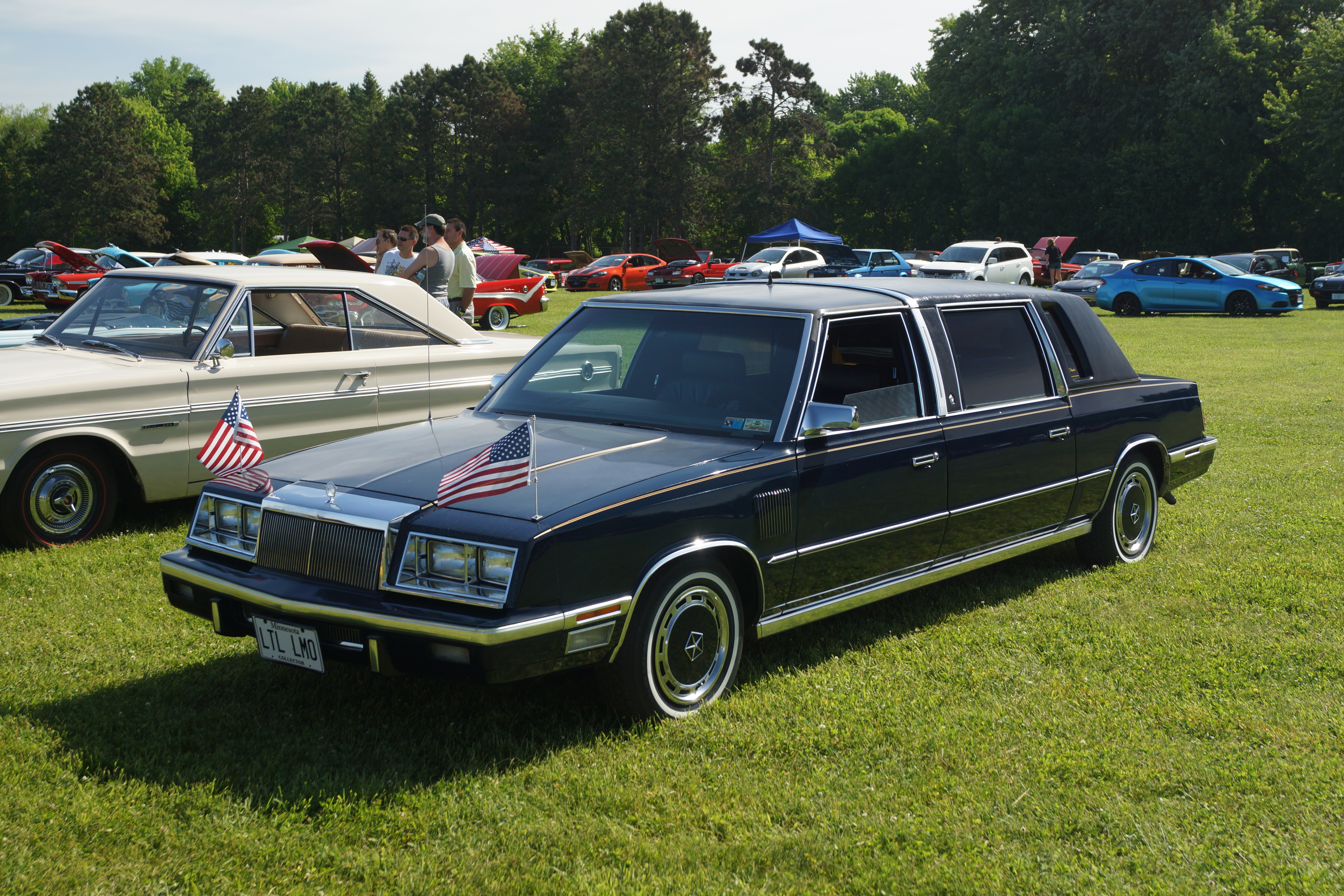
1984 Chrysler Executive Limousine

Der Chrysler Executive war ein vom US-amerikanischen Automobilhersteller Chrysler von 1983 bis 1986 angebotenes Modell der Oberklasse. 
Beim Chrysler Executive handelte es sich um eine verlängerte Version des Chrysler LeBaron, mit der Chrysler auf den damals in den USA boomenden Markt der Stretch-Limousinen zielte (die in den USA schlicht als limousines bekannt sind). 
Gemeinsam mit dem Cadillac Fleetwood 75 stellte der Executive zu seiner Zeit das einzige, offiziell ab Werk lieferbare Modell dieser Gattung dar.
Angeboten wurde der Executive in zwei verschiedenen Versionen auf je unterschiedlich langem Radstand:
- als fünfsitziger, viertüriger Executive Sedan auf einem Radstand von 315 cm (nur Modelljahr 1984), und
- als siebensitzige, viertürige Executive Limousine auf einem Radstand von 332,7 cm (Modelljahre 1984–1986).

Gefertigt wurden diese Modelle bei der auf Umbauten spezialisierten Firma ASC in St. Louis auf Basis regulärer LeBaron-Limousinen. 
Den Antrieb übernahm in den Jahren 1984/85 der von Mitsubishi stammende 2,6 l-Vierzylinder, im Modelljahr 1986 der hauseigene 2,2-Liter mit Turbolader. Die TorqueFlite-Automatik war jeweils obligatorisch. 
Der nur ein Jahr lang gefertigte Executive Sedan erreichte 196 Exemplare, die Executive Limousine kam in drei Jahren auf 1491 Stück zuzüglich zweier Prototypen im Jahr 1982.

## Quelle
Flammang, James M./Kowalke, Ron: Standard Catalog of American Cars 1976–1999, Krause Publications, Iola 1999, ISBN 0-87341-755-0